# Jennifer Aspen
Jennifer Aspen est une actrice américaine née le 9 octobre 1973 à Richmond, Virginie, (États-Unis).

## Filmographie
- 1996 : Les Enfants du diable : Maria Moore
- 1998–2000: La Vie à cinq (série télévisée)
- 2001: Vanilla Sky
- 2003: Friends  (série télévisée)
- 2004-2006: Rodney  (série télévisée)
- 2007: Mr. Woodcock
- 2009: Glee (série télévisée)
- 2010: La Femme de trop (Unanswered Prayers) (TV)
- 2010: Supernatural saison 6 (série télévisée)
- 2012: GCB (série télévisée)
- 2012: Skylar Lewis : Chasseuse de monstres : Julie Lewis
- 2013 : Accusée par erreur (The Wrong Woman) (TV) :  Alice
- 2015 : Scream Queens (série télévisée) : Mandy Greenwell adulte (saison 1, épisode 4)
- 2015 : Une vie secrète (His Secret Family)